# Paco's Ranch
Paco's Ranch, también conocido como Club Paco Paco, es un bar gay en la Zona Romántica, Puerto Vallarta, en el estado mexicano de Jalisco.

## Descripción
La revista Instinct ha calificado a Paco's Ranch como uno de los bares gay más populares de la ciudad. Lonely Planet dice:"Esta venerable discoteca-cantina presenta espectáculos de travestis, con la música a todo volumen. Es un ambiente agradable, con mucha gente local y bebidas a precios razonables".
Puerto Vallarta Daily News dice: "No dejes que el humilde nombre te engañe, esta es una gran discoteca, parecida a algo en Ibiza. La música está alta, las luces parpadean y el baile no se detiene hasta las 3am. No es el lugar más sofisticado del mundo, pero después de unas cuantas rondas de tragos de tequila, estarás bailando Y.M.C.A con todos los demás. Grandes espectáculos de drag también". La revista Passport ha descrito el bar como un "club de baile atrevido, ruidoso y loco que a menudo presenta espectáculos de drag".

## Historia
En 2020, dos personas murieron a tiros tras una disputa entre clientes.

## Recepción
En 2019, Meagan Drillinger de Thrillist dijo que el bar es "tan ridículo y obsceno como parece. Estás advertido". Amy Ashenden de PinkNews ha descrito el bar como "el mejor lugar para espectáculos drag", escribiendo en 2020: "Paco's es un club de tamaño mediano con dos pisos que es conocido por sus espectáculos drag. Tal vez era difícil saberlo. después de todo el mezcal, pero la multitud parecía demasiado seria para los jóvenes gays que veían la sincronización labial de las reinas con Britney. Principalmente popular entre hombres homosexuales y mujeres trans, gana el premio por lo que tiene que ser una de las referencias drag más específicas que se puedan hacer en la historia de Jalisco, ¿quién hubiera imaginado que Fleur East tenía una base de seguidores mexicanos?". 